# أناستازيا كفيتكو
أناستازيا كفيتكو (الروسية: Анастасия Квитко)؛ مواليد 25 نوفمبر 1994 في كالينينغراد) عارضة أزياء روسية، اكتسبت شهرة واسعة على تطبيق إنستغرام وأكثر من 5.9 مليون متابع، ظهرت في فيديو كليب "Ay mi Dios"  مع مغني بورتوريكي ياندل و مغني الراب الأمريكي الشهير بيتبول.

## النشأة
ولدت أناستازيا كفيتكو وترعرعت في غرب روسيا في منطقة كالينينغراد ثم انتقل إلى موسكو. انخرط في مجال العرض لكنها لم تحقق الكثير من النجاح , وانتقلت في أواخر سن المراهقة إلى الولايات المتحدة أولا إلى ميامي للعمل كعارضة بدوام جزئي، انتقلت بعد ذلك إلى لوس أنجلوس بدوام كامل.

## مهنياً
انتقلت كفيتكو من روسيا إلى الولايات المتحدة لمتابعة تصميم الأزياء أولاً في ميامي ثم في لوس أنجلوس. وهي مشهورة برقمها 38-24-42. بعد أن رفضتها وكالات تصميم الأزياء المتعددة، بدلاً من تعهدها بفقدان منحنياتها، فقد حولتها إلى علامتها التجارية.
نظرًا لوجودها ووجودها على وسائل التواصل الاجتماعي، أطلق عليها اسم كفيتكو، الذي كان لديه أكثر من 6 ملايين متابع لـ إنستغرام اعتبارًا من عام 2017 ، باسم كيم كارداشيان الروسي. تعرضت للنقد من قبل النقاد والأتباع الذين يزعمون أنها تصمم نفسها على نجمة الواقع كيم كارداشيان. قالت في مقابلة: «أحب كيم كارداشيان ولكني لا أحب أن أكون مقارنتها بها - فهي بعيدة عني».
كشفت كفيتكو في مقابلة في عام 2016 أنها خلال فترة وجودها في ميامي، تعرضت للسرقة تحت تهديد السلاح، مما تسبب لها في أن تكون لديها أفكار ثانية جدية حول أمريكا وأحلامها المهنية في عرض الأزياء.

## الروابط الخارجية
- أناستازيا كفيتكو على موقع IMDb (الإنجليزية)

- أناستازيا كفيتكو على إنستغرام